# Fédération ibéroaméricaine de l'ombudsman
Pour les articles homonymes, voir FIO.
La Fédération ibéroaméricaine de l'ombudsman (FIO) a été créée en 1995. Elle rassemble des ombudsmans lusophones et hispaniques. Elle a pour objectif la défense et la protection des droits de l'homme.

## Présentation générale
Les ombudsmans ou défenseurs du peuple sont des institutions publiques indépendantes des pouvoirs de l'État, qui promeuvent le respect et la défense des droits de l'homme et ont une fonction de surveillances des institutions publiques. Ses principales attributions sont :
- Recevoir et enquêter sur les accusations et les réclamations contre les violations des droits de l'homme ;
- Émettre une condamnation publique relativement aux comportements contraires aux droits de l'homme ;
- Dénoncer au ministère public les violations contre les droits de l'homme commis par des personnes qui agissent dans le cadre de leurs fonctions officielles ou privées ;
- Mettre en place des projets et des programmes pour divulguer et promouvoir la connaissance, l’exercice et la défense droits de l'homme.

La Commission de la FIO est composée par les ombudsmans des pays qui intègrent la fédération et par trois membres nommés par les ombudsmans au niveau national, régional ou des provinces pour préserver les spécificités de ces divisions géographiques.
L'objectif primordial de la FIO est la coopération, les échanges entre les expériences et la promotion, diffusion et consolidation de la figure de l'ombudsman.
La FIO vise à étendre et renforcer la culture des droits de l'homme dans les pays membres par la promotion de relations de collaboration entre des organismes internationaux et les organisations non gouvernementales.
La FIO soutient la réalisation d’études et des recherches sur la coexistence entre peuples et sur le fonctionnement des régimes démocratiques.

## Les ombudsmen membres de la FIO
- Défenseur du peuple (Andorre),
- Défenseur du peuple de la Nation (Argentine),
- Défenseur du peuple (Bolivie),
- Défenseur du peuple (Brésil)
- Défenseur du peuple (Chili)
- Défenseur du peuple (Colombie),
- Défenseur du peuple (Costa Rica),
- Défenseur du peuple (Equatore),
- Défenseur du peuple (Salvadore),
- Défenseur du peuple (Espagne),
- Défenseur du peuple (Guatemala),
- Défenseur du peuple (Honduras),
- Défenseur du peuple (Mexique),
- Défenseur du peuple (Nicaragua),
- Défenseur du peuple (Panamá),
- Défenseur du peuple (Paraguay),
- Défenseur du peuple (Pérou)
- Provedor de Justiça (Portugal),
- Défenseur du peuple (Porto Rico),
- Défenseur du peuple (Venezuela).